# Estha Essombe
Estha Essombe (ur. 20 kwietnia 1963) – francuska judoczka. Olimpijka z Atlanty 1996, gdzie zajęła piąte miejsce w wadze półciężkiej.
Piąta na mistrzostwach świata w 1997, siódma w 1995. Trzecia w drużynie w 1997. Startowała w Pucharze Świata w latach 1992, 1993 i 1995-1997. Zdobyła pięć medali na mistrzostwach Europy w latach 1993 - 1996, tym dwa w drużynie. Wygrała igrzyska śródziemnomorskie w 1997. Mistrzyni Francji w 1994 roku.

## Letnie Igrzyska Olimpijskie 1996
| Konkurencja | Eliminacje           | Eliminacje            | Eliminacje            | Finały              | Finały                | Klas. końcowa |
| Konkurencja | Przeciwnik I         | Przeciwnik II         | 1/4                   | 1/2                 | o 3. miejsce          | Miejsce       |
| ----------- | -------------------- | --------------------- | --------------------- | ------------------- | --------------------- | ------------- |
| 72 kg       | Niki Jenkins (CAN) Z | Diadenis Luna (CUB) Z | Francis Gómez (VEN) Z | Yōko Tanabe (JPN) P | Ylenia Scapin (ITA) P | 5.            |